# Taiwanische Badmintonmeisterschaft 1983
Die Taiwanische Badmintonmeisterschaft der Saison 1982/1983 fand vom 11. bis zum 14. November 1982 in der Taipei Badminton Hall in Taipeh statt. Es war die 28. Auflage der nationalen Titelkämpfe von Taiwan im Badminton.

## Sieger und Finalisten
| Disziplin    | Gold                           | Silber                    |
| ------------ | ------------------------------ | ------------------------- |
| Herreneinzel | Chi Shyh-ching                 | Chung Chia-jan            |
| Dameneinzel  | Sherry Liu                     | Lin Hui-hsu               |
| Herrendoppel | Chung Tsung-lieh Liao Kun-fu   | Liu Han-ja Tsang Shui-chi |
| Damendoppel  | Sherry Liu Kang Chia-yi        | Lim Shour Sun Tsai-ching  |
| Mixed        | Siao Chien-tsai Sun Tsai-ching |                           |